# Gherghina și soarele
Gherghina și soarele este un film românesc din 2004 regizat de Adrian Poncea. Rolurile principale au fost interpretate de actorii Coca Bloos, Cătălin Paraschiv, Teodor Corban.

## Distribuție
Distribuția filmului este alcătuită din:
- Cătălin Paraschiv
- Coca Bloos — Gherghina
- Teodor Corban